# Voineasa (okręg Vâlcea)
Voineasa – wieś w Rumunii, w okręgu Vâlcea, w gminie Voineasa. W 2011 roku liczyła 907 mieszkańców.